# Epiblema grossbecki
Epiblema grossbecki es una especie de polilla del género Epiblema, familia Tortricidae. Fue descrita científicamente por Heinrich en 1923.
Tiene una envergadura de entre 13 y 20 mm. Se encuentra en el sudeste de Estados Unidos.